# Runc (Alsóvidra község)
Runc falu Romániában, Erdélyben, Fehér megyében. Közigazgatásilag Alsóvidra községhez tartozik.

## Fekvése
Aranyosponor közelében fekvő település.

## Története
Runc az Erdélyi-középhegység Alsóvidrához tartozó apró, hegyoldalakon és völgyekben elszórtan fekvő mócok lakta pár házas falvainak egyike, mely korábban Aranyosponor része volt. 1956 körül vált külön településsé 125 lakossal.
1966-ban 132, 1977-ben 111, 1992-ben 87, a 2002-es népszámláláskor 59 román lakosa volt.